# 목포시장
목포시장은 대한민국의 기초자치단체인 목포시의 행정부를 이끄는 수장이다. 1995년까지는 대한민국 정부에서 임명해왔으나, 1995년 7월 1일부로 제1회 전국동시지방선거 당선자가 임기를 시작하면서 주민들의 선거를 통해 뽑게 되었다.
목포시장은 지방이사관 상당에 해당하는 정무직공무원으로 보한다.

## 역대 시장

### 임명직 시장
| 대수 | 이름   | 임기                              |
| ---- | ------ | --------------------------------- |
| 초대 | 유성계 | 1947년 8월 20일~1948년 10월 20일  |
| 2대  | 김영하 | 1949년 6월 13일~1949년 8월 15일   |
| 3대  | 김종술 | 1950년 10월 15일~1950년 11월 11일 |
| 4대  | 배기형 | 1950년 12월 25일~1952년 2월 21일  |
| 5대  | 김정식 | 1952년 3월 21일~1952년 3월 26일   |
| 6대  | 하동현 | 1952년 4월 10일~1952년 10월 8일   |
| 7대  | 박재우 | 1952년 5월 7일~1959년 8월 7일     |
| 8대  | 하동현 | 1952년 10월 24일~1959년 8월 7일   |
| 9대  | 박찬규 | 1959년 11월 12일~1960년 5월 23일  |
| 10대 | 이종수 | 1960년 6월 7일~1960년 12월 1일    |
| 11대 | 이재홍 | 1961년 1월 5일~1961년 7월 11일    |
| 12대 | 양삼석 | 1961년 8월 2일~1961년 12월 3일    |
| 13대 | 이두현 | 1961년 12월 3일~1962년 4월 18일   |
| 14대 | 송성룡 | 1962년 5월 24일~1964년 4월 13일   |
| 15대 | 김남권 | 1964년 4월 13일~1966년 2월 6일    |
| 16대 | 김수남 | 1966년 2월 7일~1966년 12월 15일   |
| 17대 | 송성룡 | 1966년 12월 15일~1968년 4월 30일  |
| 18대 | 강수성 | 1968년 5월 1일~1969년 7월 23일    |
| 19대 | 김학중 | 1969년 7월 23일~1971년 8월 10일   |
| 20대 | 김동석 | 1971년 8월 10일~1974년 8월 26일   |
| 21대 | 변광영 | 1974년 8월 26일~1976년 4월 22일   |
| 22대 | 구용상 | 1976년 5월 4일~1979년 7월 15일    |
| 23대 | 이병내 | 1979년 7월 16일~1980년 7월 30일   |
| 24대 | 범택균 | 1980년 8월 1일~1983년 12월 26일   |
| 25대 | 김선규 | 1983년 12월 27일~1984년 5월 14일  |
| 26대 | 안주섭 | 1984년 5월 14일~1987년 12월 30일  |
| 27대 | 송재구 | 1988년 1월 1일~1990년 1월 19일    |
| 28대 | 나승포 | 1990년 1월 20일~1991년 1월 9일    |
| 29대 | 김흥래 | 1991년 1월 10일~1992년 1월 3일    |
| 30대 | 이만의 | 1992년 1월 4일~1993년 3월 15일    |
| 31대 | 정영식 | 1993년 3월 16일~1994년 12월 31일  |
| 32대 | 안재호 | 1995년 1월 1일~1995년 6월 30일    |

### 민선 시장
| 선출 방식 | 대수     | 이름   | 임기                           | 비고                    |
| --------- | -------- | ------ | ------------------------------ | ----------------------- |
| 민선      | 33대     | 권이담 | 1995년 7월 1일~1998년 6월 30일 |                         |
| 민선      | 34대     | 권이담 | 1998년 7월 1일~2002년 6월 30일 | 재선                    |
| 민선      | 35대     | 전태홍 | 2002년 7월 1일~2005년 1월 12일 |                         |
| 민선      | 36대     | 정종득 | 2005년 5월 2일~2006년 6월 30일 | 2005년 재보궐 선거 당선 |
| 민선      | 37대     | 정종득 | 2006년 7월 1일~2010년 6월 30일 | 재선                    |
| 민선      | 38대     | 정종득 | 2010년 7월 1일~2014년 6월 30일 | 3선                     |
| 민선      | 39대     | 박홍률 | 2014년 7월 1일~2018년 6월 30일 |                         |
| 민선      | 40대     | 김종식 | 2018년 7월 1일~2022년 6월 30일 |                         |
| 민선      | 41대     | 박홍률 | 2022년 7월 1일~2025년 3월 27일 | 재선(※제39대 목포시장)  |
| 민선      | 권한대행 | 이상진 | 2025년 3월 28일~               | 부시장                  |

## 사건 사고
2014년 6월 지방선거를 앞두고 후보자가 난립하면서 투표독려 현수막 훼손 사건이 일어나 목포시선거관리위원회와 경찰이 조사에 착수했다.

## 같이 보기
- 목포시장 선거